# Sabodala
Sabodala (ou Sabadola) est une localité du Sénégal, située dans le département de Saraya et la région de Kédougou.
C'est le chef-lieu de la communauté rurale de Sabodala et de l'arrondissement de Sabodala depuis la création de celui-ci par un décret du 10 juillet 2008. Auparavant Sabodala faisait partie de la région de Tambacounda.
Un gisement d'or a été découvert à Sabodala en 1961. Son exploitation a commencé en 2008. Les réserves de la mine sont estimées à 90 tonnes d'or métal, avec une production annuelle moyenne de 6 tonnes pendant une durée minimale de 10 ans.

## Administration
| Période                                  | Période  | Identité         | Étiquette | Qualité |
| ---------------------------------------- | -------- | ---------------- | --------- | ------- |
| ?                                        | en cours | Mamadou Cissokho | Inconnu   | Maire   |
| Les données manquantes sont à compléter. |          |                  |           |         |